# 惹上冷殿下
《惹上冷殿下》（英語：Accidentally In Love），2018年中国偶像剧。本剧改编自网络作家晨光熹微的小说《惹上妖孽冷殿下》，由郭俊辰、孙艺宁领衔主演，腾讯视频、芒果TV于2018年8月8日首播。台灣由CHOCO TV全台獨家播出。

## 播出时间
| 频道            | 所在地   | 播映日期     | 播出时间                                        | 备注 |
| --------------- | -------- | ------------ | ----------------------------------------------- | ---- |
| 腾讯视频 芒果TV | 中国大陆 | 2018年8月8日 | 每周三至周五20:00，更新两集，VIP会员提前看下周  |      |
| CHOCO TV        | 臺灣     | 2018年8月8日 | 每週三至週五20:00，更新兩集，付費會員提前看下週 |      |

## 演员列表

### 主要演员
| 演員   | 角色                       | 介紹 |
| 郭俊辰 | 司徒枫/ 殿下/小蜜蜂        | 擁有百萬粉絲的當紅男歌星，有個霸氣的外號“殿下”。作為明星的他表面冷酷無情，實質內心埋藏著傷痛。因為初戀情人的意外去世，一直無法走出自己的心魔，直到回歸校園後遇到富家女陳青青的出現，慢慢治癒了內心的傷痛。被陷害過抄襲歌曲但也因為3天內創作新歌曲跟抓到犯人擺平了（新歌靈感來自陳青青）。有一段時間發現陳青青欺騙自己而兩人吵架，之後和好。差點跟藍馨雅訂婚成功。最後放棄了去美國當練習生的機會，留在陳青青身邊。                                                                |
| 孙艺宁 | 陈青青/清晨/ 河邊草/陳悠悠 | 為了躲避結婚對抗外公，隱藏身份和容貌，跑到了雲城也進入了之前她的父母親相遇相愛的銘德學院上課。如女神般美麗，喬裝後也可如平民般平凡。和校園偶像司徒楓成為同桌並幫司徒楓輔導數學。與司徒楓一路打打鬧鬧，愛上他亦不自知。並跟張芳芳有組成一段時間的跑腿部因藍馨雅搞亂生意一落千丈。跟外公吵架有一段時間，但因陳青青的班導告訴了陳青青很多有關於她爸媽的故事而讓陳青青跟外公和好。有次跟殿下的迷妹們合作成功阻止司徒楓跟藍馨雅的訂婚。最後放棄了去日本的漫畫家生活，留在司徒楓身邊。 |

### 其他演员
| 演員   | 角色   | 介紹 |
| 马力   | 顾南锡 | 高大帥氣,文武雙全，溫柔體貼暖男。完美的學生會主席，和司徒楓是好兄弟，一直想要有個女朋友卻暗戀著美貌狀態下的陳青青，但因自己省思而把青青讓給司徒楓。最後跟納蘭依依在一起。                                                          |
| 燕颢元 | 花暮年 | 學生會娛樂部部長。與青青是好朋友。與藍馨雅是歡喜冤家，最後變成藍馨雅的男朋友。 |
| 程慕軒 | 蓝馨雅 | 從小被寵壞的小公主，脂粉氣較濃，霸道任性公主範。藍馨予的妹妹，喜歡司徒楓，也認為司徒楓沒有理由不愛自己，為達目的會用盡手段。並隨時隨地找機會陷害或刁難青青。經常看不起張芳芳那樣的平民。與花暮年是歡喜冤家，最後與他成為男女朋友。 |
| 赵弈钦 | 林弋阳 | 學院裡的三大人物之一，學院裡的惡霸。因為藍馨予的死和昔日好友司徒楓反目成仇，後和好，原本喜歡藍馨予後來喜歡張芳芳並且試著改邪歸正                                                                                                   |
| 周茉   | 张芳芳 | 陳青青在銘德學院的室友兼好友。在銘德學院裡唯一憑成績拿獎學金進來的貧困生，典型的好學生，性格單純善良，擁有一顆少女心，有些許自卑，喜歡林弋陽。                                                                                     |
| 潘蕾亦 | 蓝馨予 | 藍馨雅的姐姐，司徒楓的初戀 司徒楓、林弋陽和顧南錫的好友。 |
| 董岩磊 | 萧敬南 | 陳青青的父親 |

## 电视原声带
| 曲序 | 曲目                      |        | 作曲   | 演唱    |
| ---- | ------------------------- | ------ | ------ | ------- |
| 1.   | To be your love（片頭曲） | 謝夢瓊 | 鴨毛   | L.I.K.E |
| 2.   | 經過（片尾曲）            | 白雲劍 | 鴨毛   | 張棟梁  |
| 3.   | To be your love（插曲）   | 謝夢瓊 | 鴨毛   | 郭俊辰  |
| 4.   | 冷殿下（插曲）            | 付垚   | 謝夢瓊 | 郭俊辰  |
| 5.   | 呼吸（插曲）              | 謝夢瓊 | 鴨毛   | 郭俊辰  |
| 6.   | 伴（插曲）                | 晚安   | 鴨毛   | 郭俊辰  |
| 7.   | Star（插曲）              | 白雲劍 | 鴨毛   | 郭俊辰  |